# Hammerschbüchel
Hammerschbüchel ist ein Weiler, der zur Stadt Lohmar im Rhein-Sieg-Kreis in Nordrhein-Westfalen gehört.

## Geographie
Hammerschbüchel liegt im Nordwesten des Stadtgebietes von Lohmar. Umliegende Ortschaften und Weiler sind Hitzhof im Norden, Stolzenbach im Nordosten, Hausen im Osten, Peisel und Höngesberg im Südosten, Reelsiefen im Süden, Scherferhof und Wielpütz im Südwesten, Scheiderhöhe im Westen sowie Schöpcherhof im Nordwesten.
Nordöstlich von Hammerschbüchel fließt ein namenloser orographisch rechter Nebenfluss der Agger entlang.

## Geschichte
1885 hatte Hammerschbüchel zwei Wohnhäuser mit zehn Bewohnern.
Bis 1969 gehörte Hammerschbüchel zu der bis dahin eigenständigen Gemeinde Scheiderhöhe.

## Verkehr
Hammerschbüchel liegt zwischen der Bundesstraße 484 und der Landesstraße 84.